# Tam gdzie nie ma dróg
"Tam gdzie nie ma dróg" är en singel av den polska sångerskan Ewa Farna. Den släpptes år 2007 som den första och enda singeln från hennes första polska studioalbum Sam na sam. Den tjeckiska versionen av låten har titeln "Zapadlej krám".